# ゴジロ
『ゴジロ』（Gojiro）は、アメリカの作家で『エスクァイア』誌のコラムニストのマーク・ジェイコブスン（Mark Jacobson）が1991年に発表したファンタジー小説で、映画「ゴジラ」シリーズを再解釈した前衛文学作品。
主人公で語り手である怪獣ゴジロは、映画のゴジラと同じく太平洋の放射能島で突然変異した、体長150メートル、体重50トンの巨大トカゲで、カルト・ヒーローとしてファンから熱狂的な支持を受けているという設定で、広島への原爆投下の時に生まれた孤児コモドとの友情と、そのルーツを探る旅を描いている。Gojiroという名前は、ゴジラの英語表記Godzillaではなく日本語の発音に近いGojiraをもじった名前とされている。

## ストーリー
6500万年前、エンクルシハダ渓谷に彗星が衝突し、それを一匹の小さなトカゲが目撃していた。それはのちに最初の核実験が行われる場所となった。

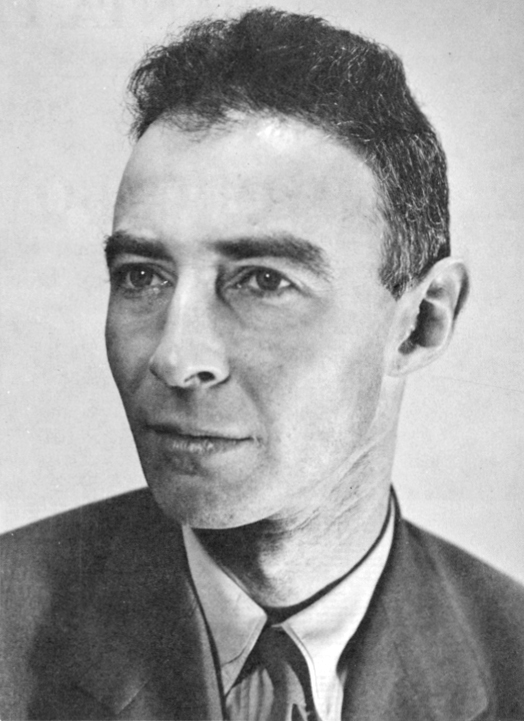
ジョセフ・ブルックスのモデルとなった核物理学者オッペンハイマー

19世紀、中米のある大家族にジョセフ・プロメテウス・ブルックスが生まれる。彼は若くしてドイツのゲッティンゲン大学に進み、核物理学を学ぶ。ジョセフは妻のレオナとともにアメリカに渡り、第二次世界大戦においてビクター・スティラーとともに軍の核技術の推進役となるが、1945年の最初の核実験の行われた日に娘シーラが生まれ、同時にレオナは死去する。数年後の核実験の実験場にはトカゲのゴジロの故郷である南太平洋の島が選ばれた。その爆発地点のすぐ近くにいたゴジロは、放射能のエネルギービームを浴びて、体長500フィートの、高い知能を持つトカゲへと変異した。
広島への原爆投下の1年前、ユキオ・コモドが誕生する。彼の父は科学者で、動物の考えを聞くラジオの研究そしていたが、原爆によって両親とも死亡する。その時父はコモドとラジオを防空壕に押し込んだが、爆風の熱のよってラジオのリングがコモドの胸に焼き付いてしまった。コモドは昏睡状態となったまま、10歳の時に放射能島のゴジロから、友人になりたいという思念を受信して目覚める。コモドは漁船で日本を脱出して、放射能島に到着する。その後、放射能の影響を受けた子供たち（アトムと呼ばれる）である二人の日本人キシとシグが島に到着する。やがてキシはコモドの子を身籠り、コモドとキシはボートで島を出るが、怒ったゴジロによってキシはボートから落ちて死に、その瞬間に娘のエビが生まれる。
他のアトムたちが島に到着し始め、彼らをエキストラにしたゴジロ主演の映画撮影はうまくいかなかったが、シグがそのフィルムを盗み出してリリースする。これによりゴジロは絶大な人気を得る。さらにシグはコモドの研究室からラジオの設計図を盗み出し、ゴジロと会話に使うためにファンに売り出す。ゴジロは世界中から思念を受信し、多くの肉体的および精神的苦痛を味わう。コモドはゴジロの代わりに受信するために電波塔を建設するが、ゴジロは誤って塔に触れた時に、コモドに自分の脳神経が受信不可能となるよう切断することを依頼し、この結果ゴジロの脳に自殺願望が兆しが生まれる。

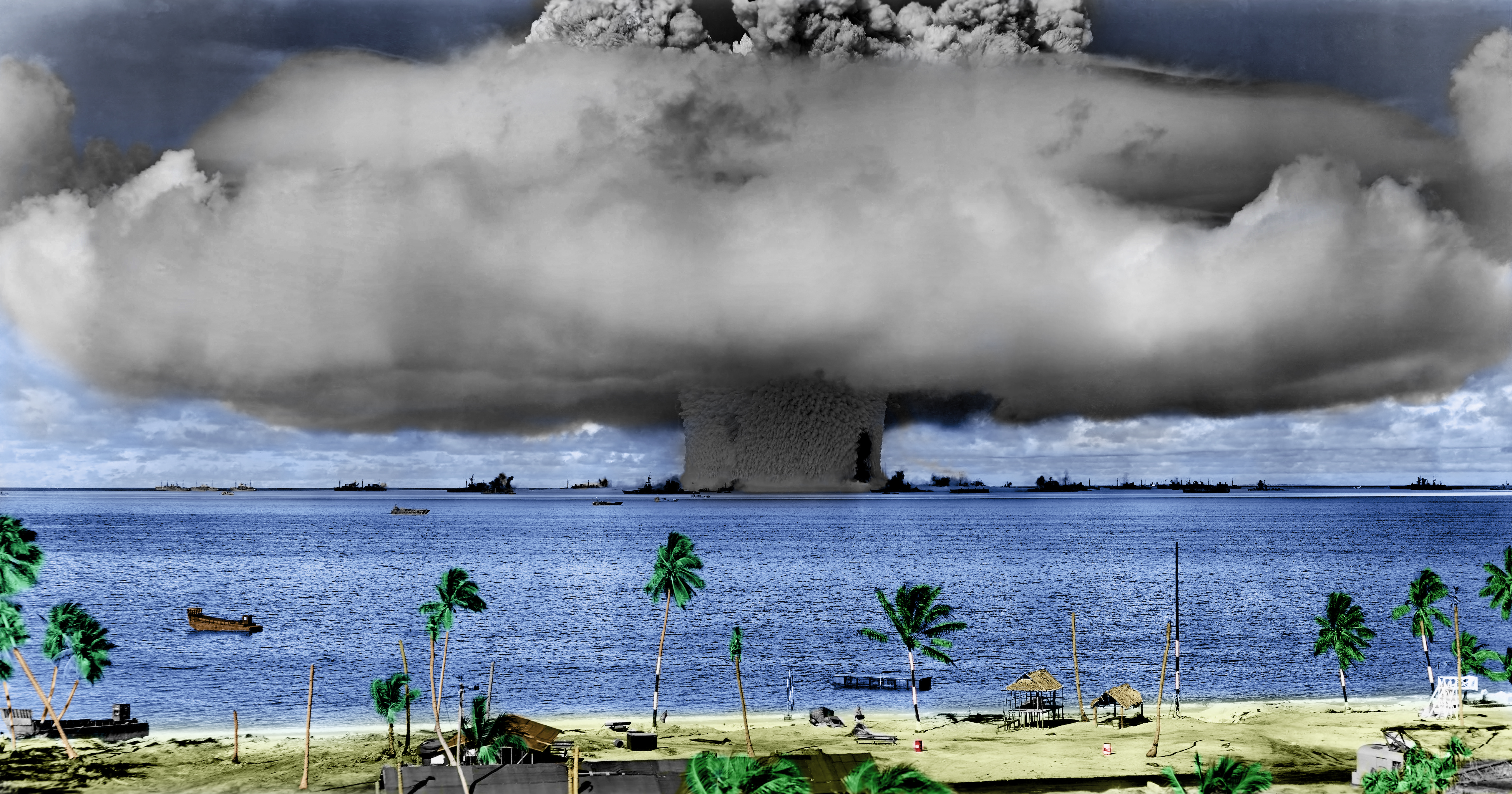
1946年に南太平洋（ビキニ環礁）で行われた核実験

シーラの夫ビリー・ゼバーは、シーラの心を癒すためにゴジロに思念を送り、ハリウッドに来て映画「ゴジロ VS ジョセフ・プロメテウス・ブルックス-決断の谷」製作への協力を依頼する。それを受けてコモドはゴジロを普通のトカゲの大きさに変えてアメリカに向かうが、シーラに映画作りは拒否される。コモドとゴジロはエンクルシハダへ行き、ジョセフ・ブルックスが生きていることを知り、それをシーラに伝えに戻る。コモドはシーラをエンクルシハダに連れて行こうとするが、ビクターの一味に捕らえられてしまい、シグとアトムたちに救われる。
コモドはジョセフの研究を完成させるが、ゴジロはその方程式によって錠剤の中に吸い込まれてしまい、その意識は分散してしまう。コモドは自分とシーラの意識を錠剤にリンクし、ゴジロは彼らの意識を感知して、肉体を再構成する。地球はゴジロの脳内に吸い込まれ、宇宙にはゴジロだけが残されるが、誰もそのことには気づかない。ゴジロとシーラとコモドは放射能島に戻り、ゴジロは自らの死を望むが、そこにはゴジロが子供の時になりたかった大人のトカゲの姿が残されていた。14年後、コモドはシーラとの幸福な生活と、ゴジロと過ごした日々を振り返った手紙を残して島を離れる。

## 作品の位置付け

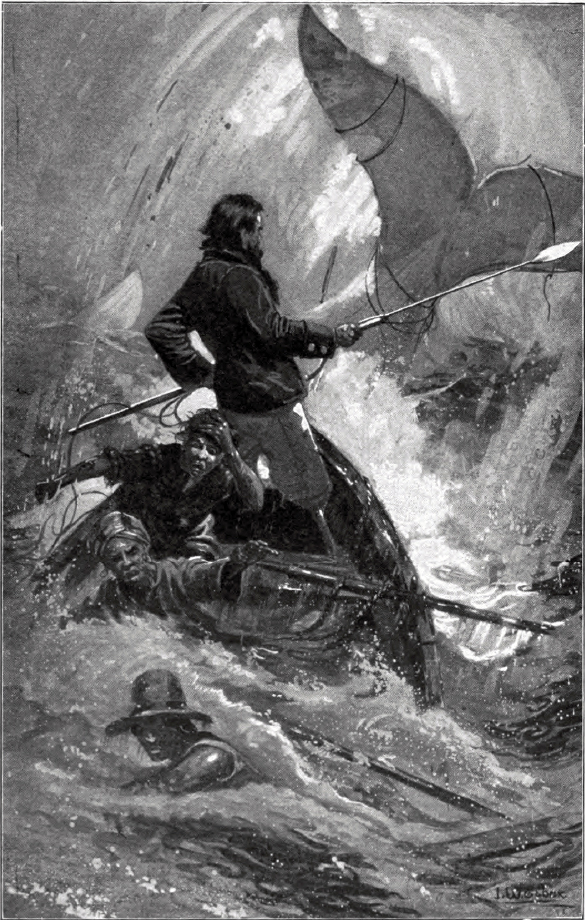
巨大生物のイメージを喚起するメルヴィル『白鯨』

ゴジロが、自分自身の役で映画産業に雇われるという設定は、アメリカインディアンのシッティング・ブルが1885年のバッファロー・ビルによる野外演劇ワイルド・ウエスト・ショーに自身の役で雇われたことを、ゴジラの象徴性に着目して置き換えて見せたもので、また消えゆくインディアンという存在を絶滅した恐竜に重ね合わせている。ゴジロと日本人少年コモドとの友情は、マーク・トウェイン『ハックルベリー・フィンの冒険』でのハックと黒人事務の友情に重ね合わされる。そして作中でゴジロの体の緑色を称える場面は、「白鯨の白」と並べて語られ、ハーマン・メルヴィル『白鯨』を巨大動物に関する「先行テキスト」として意識していることを示している。

## 刊行情報
- 1991年 ハードカバー, Pub Group West ISBN 0-87113-396-2
- 1993年 ペーパーバック, Bantam Books ISBN 0-87113-396-2
- 1998年 ペーパーバック, Pub Group West ISBN 0-8021-3539-0
- 2000年 電子書籍 ISBN 1-930815-35-2

（日本語訳）
- 『ゴジロ（GOJIRO）-南太平洋の巨大トカゲと日本少年の愛と友情の物語』黒丸尚、白石朗訳, 角川書店, 1995年8月5日発行[2]